# 刚果民主共和国武装部队
刚果民主共和国武装部队是刚果民主共和国政府的軍隊。 刚果民主共和国武装部队主要由陆军組成，但还拥有一支小型空军和一支规模更小的海军。刚果民主共和国武装部队由前薩伊共和國武装部队、第二次刚果战争結束後的前反政府武裝以及一些民兵组织组成。 
2003年7月第二次刚果战争结束后，作为和平进程的一部分，刚果民主共和国武装部队開始逐步重建。
2010-2011年間，三军总兵力可能在14.4万至15.9万之间。 